# Neoamerioppia decemsetosa
Neoamerioppia decemsetosa är en kvalsterart som först beskrevs av Hammer 1973.  Neoamerioppia decemsetosa ingår i släktet Neoamerioppia och familjen Oppiidae. Inga underarter finns listade i Catalogue of Life.